# U.S. Route 411
La U.S. Route 411 (US 411) est une US Route auxiliaire de la US 11. Elle parcourt 309,70 miles (498,40 km) depuis la US 78 à Leeds, Alabama jusqu'à la US 25W / US 70 à Newport, Tennessee. La US 411 parcourt le nord-est de l'Alabama, le nord-ouest de la Géorgie et le sud-est du Tennessee. La US 411 ne rencontre jamais la US 11 sur son trajet.

## Description du tracé
|       | mi    | km    |
| ----- | ----- | ----- |
| AL    | 88,4  | 142,3 |
| GA    | 99,9  | 160,8 |
| TN    | 121,4 | 195,4 |
| Total | 309,7 | 498,4 |

### Alabama
La US 411 débute à l'intersection avec la US 78 à Leeds. Elle se dirige vers le nord-est et passe par Odenville, Ashville, Rainbow City, Gadsden et Leesburg, où elle bifurque vers le sud-est. Elle contourne Centre et atteint la frontière de la Géorgie. Jusqu'à Rainbow City, elle est une route à deux voies. Entre Rainbow City et Centre, elle devient une route à quatre voies et redevient une route à deux voies entre Centre et la frontière de la Géorgie.

### Géorgie
La US 411 entre en Géorgie à l'ouest de Cave Spring. Elle se rend dans la communauté et bifurque vers le nord-est. Au sud de Rome, elle rejoint la US 27 jusqu'à Rome. Lorsque les routes se séparent, la US 411 prend la direction est jusqu'à Cartersville où elle rencontre la US 41. Le multiplex prend fin dans la ville et la US 411 reprend la direction nord-est jusqu'à White, puis, la direction nord. Elle passe par Fairmount, Chatsworth et Eton avant d'atteindre la frontière du Tennessee.

### Tennessee
La US 411 entre au Tennessee au sud-est de Cleveland. Elle se dirige vers le nord-est en étant parallèle à l'I-75 et à la US 11. Elle passe par Benton, Englewood, Madisonville, Maryville et Seymour. Là, elle rejoint la US 441 vers l'est jusqu'à Sevierville et continue jusqu'à Newport. À l'ouest de Newport, elle rencontre la US 25W / US 70 et prend fin.

## Intersections majeures
Alabama
 US 78 à Leeds
 I-20 à Leeds
 US 231 près d'Ashville. Les routes forment un multiplex jusqu'à Ashville.
 I-759 à Gadsden
 US 278 / US 431 à Gadsden
Géorgie
 US 27 près de Rome. Les routes forment un multiplex jusqu'à Rome.
 US 41 à Cartersville. Les routes forment un multiplex dans la ville.
 I-75 à Cartersville
 US 76 près de Chatsworth. Les routes forment un multiplex jusqu'à Chatsworth.
Tennessee
 US 64 / US 74 à Ocoee
 US 129 à Maryville. Les routes forment un multiplex dans la ville.
 US 321 à Maryville
 US 441 à Seymour. Les routes forment un multiplex jusqu'à Sevierville.
 US 25W / US 70 à Newport